# 1241 en santé et médecine
| Années de la santé et de la médecine : 1238 - 1239 - 1240 - 1241 - 1242 - 1243 - 1244    |
| Décennies de la santé et de la médecine : 1210 - 1220 - 1230 - 1240 - 1250 - 1260 - 1270 |

Cet article présente les faits marquants de l'année 1241 en santé et médecine.

## Événements

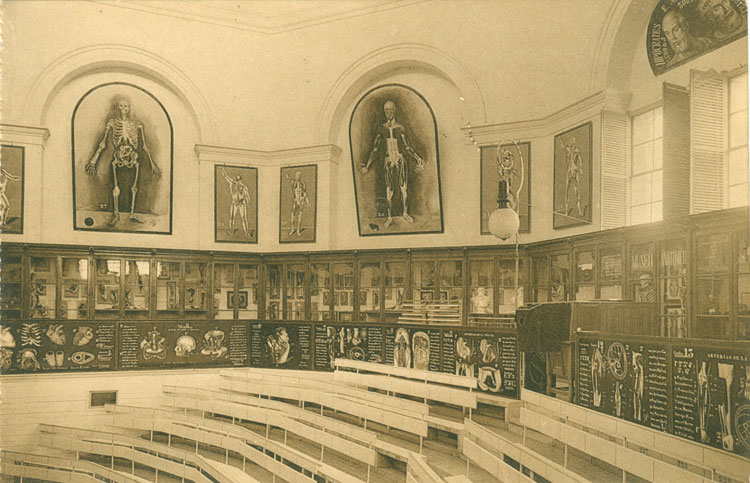
Théâtre anatomique
de l'ancienne faculté de médecine de Valladolid

- Frédéric II autorise la dissection de cadavres humains[1], s'opposant ainsi à l'Église, qui exige le respect de l'intégrité corporelle de l'être humain et s'empressera d'annuler l'édit à la mort de l'empereur, en 1250.
- Fondation de l'université de Valladolid en Castille, où la première chaire de médecine ne sera créée qu'en 1404, par le roi Henri III[2].
- Isabelle, reine d'Arménie, fait construire l'hôpital de Sis en Cilicie[3].
- Fondation de l'hôtel-Dieu de Montivilliers, en Normandie[4],[5].
- La léproserie des Bordes, sur la route de Metz à Sarrebruck et Mayence, en Lorraine, est mentionnée pour la première fois[6].
- Une horloge est installée à la léproserie d'Arras[7].

## Publication
- Après 1241 : Thomas de Cantimpré achève son Liber de natura rerum, dont les livres I et V sont consacrés respectivement à l'obstétrique et à la médecine vétérinaire[8].

## Personnalités
- Fl. Pierre[9] et Geli[10], respectivement médecins de Guigues IV, comte de Nivernais et de Forez, et de Nuno Sanche, comte de Roussillon.
- 1241-1264 : fl. Raymond de Faencia, médecin de Raimond-Bérenger V, comte de Provence, et d'Henri de Suse, cardinal-évêque d'Ostie[9].

## Naissance
- Vers 1241 : Juan Gil de Zamora (es)[11] (mort  en 1318), polygraphe et naturaliste castillan, auteur d'une Historia naturalis « riche en connaissances pharmaceutiques et médicales » et du Liber contra venena (« Livre contre les poisons »), « petite encyclopédie médicale sur les remèdes les plus communs et les potions mortelles[12] ».

## Décès
- 1241 ou 1251 : David ben Salomon (né en 1161), « médecin juif, rallié pour la forme à l'islam[13] », ayant exercé au Caire, à l'hôpital Al-Nassiri[14].